# Grotte de Lombrives
Grotte de Lombrives is een 39 kilometer lange grot in de Zuid-Franse gemeente Ornolac-Ussat-les-Bains, in het departement Ariège. De grot heeft zo'n tweehonderd ingangen en twee grote kamers: De Kathedraal is zo groot als de Notre-Dame van Parijs en de Satanskamer is nog vier keer groter.
De grot werd tijdens het Neolithicum al bewoond. Waarschijnlijk werd de grot in 1578 door koning Hendrik IV van Frankrijk bezocht. Tijdens de Franse Revolutie werd de grot als schuilplaats van edelen en geestelijken gebruikt.